# 山本武 (俳優)
山本 武（やまもと たけし、1914年5月14日 - 没年不明）は、日本の俳優。東京俳優生活協同組合に所属していた。

## 出演作品

### テレビドラマ

#### NHK
- 廃液（1960年）
- 大河ドラマ
  - 赤穂浪士（1964年） - 松下
  - 竜馬がゆく 第22、42話（1968年） - 野次馬
  - 新・平家物語 第47話（1972年）
  - 元禄太平記（1975年） - 修験者
  - 風と雲と虹と（1976年） - 亭主
  - 花神 第24話「奇兵隊」（1977年） - 長州藩重臣
  - 獅子の時代（1980年） - 重臣
  - おんな太閤記（1981年） - 前田玄以
  - 峠の群像 第9話「内蔵助ほえる」（1982年） - 商人
  - 徳川家康（1983年）
  - 山河燃ゆ（1984年） - 斎藤実
- NHK特集
  - 明治の群像 海に火輪を（1976年）
    - 第2話「大隈重信 ～明治14年の政変～」 - 大木喬任
    - 第5話「鹿鳴館 ～条約改正～・後編」 - 松方正義
    - 第7話「陸奥宗光 ～後編～」 - 芳川顕正

  - 日本の戦後（1977年）
    - 第3集「酒田紀行 農地改革の軌跡」
    - 第7集「退陣の朝 革新内閣の九ヶ月」
- 風神の門 第20話「甲賀決死隊」（1980年）
- 男子の本懐（1981年）

#### 日本テレビ
- ダイヤル110番 第274話「あたいと可愛いダチッ子と」（1962年）
- 月曜スター劇場 / 冬物語 第15話「晴れた空悲しく」（1973年） - 重役
- 太陽にほえろ!
  - 第43話「きれいな花にはトゲがある」（1973年）
  - 第77話「五十億円のゲーム」（1974年）
  - 第213話「正当防衛」（1976年）
  - 第245話「刑事犬対ギャング犬」（1977年） - 他の黒いシェパードの飼主
  - 第256話「ロッキー刑事登場!」（1977年）
  - 第267話「追跡者」（1977年）
  - 第447話「侵入者」（1981年）
  - 第510話「ラガーの大追跡」（1982年）
- 伝七捕物帳
  - 第5話「十手さばきに恋が咲く」（1973年）
  - 第85話「恋の飛脚は東海道」（1975年）
  - 第94話「男ごころに十手が光る」（1975年）
  - 第158話「寄り合う肩に情の十手」（1977年）
- 大都会シリーズ
  - 大都会 闘いの日々 第15話「前科者」（1976年）
  - 大都会 PARTII 第20話「狙われる」（1977年）
  - 大都会 PARTIII（1979年）
    - 第15話「報復」
    - 第37話「頭取集団誘拐」
    - 第45話「深夜の殺人者」
- 新五捕物帳 第12話「母ごころ夢の富くじ」（1978年）
- 探偵物語 第10話「夜の仮面」（1979年）
- 池中玄太80キロ パート1 第1話「ハロー! 娘たちよ」、第2話「忘れてた! 入学式」（1980年）
- 木曜スペシャル / Mr.MARIC PRESENTS～サイキックシアター～ Mr.マリック超魔術V「うろこのない魚」（1990年）

#### TBS
- 東芝日曜劇場
  - あたしとあなた その3（1965年）
  - 24才 その9（1969年）
  - 新・四谷怪談（1987年）[1]
- いまに見ておれ 第4話（1964年）
- 怪奇大作戦 第21話「美女と花粉」（1969年） - 太田博士
- ポーラテレビ小説 / パンとあこがれ（1969年） - 石川小枝の父
- 俄－浪華遊侠伝－ 第6話（1970年） - 番頭
- 天皇の世紀 第一部 第8話「降嫁」（1971年） - 老臣
- なんたって18歳! 第32話「花嫁代行でーす」（1972年）
- 木下恵介・人間の歌シリーズ / それぞれの秋 第6話（1973年）
- はじめまして 第2話（1975年）
- 花王 愛の劇場 / 名もなく貧しく美しく（1976年）
- 刑事くん 第4部 第6話「危険なデート」（1976年）
- 大鉄人17（1977年） - 政府高官 
  - 第2話「地上最大の巨人頭脳」
  - 第11話「ブレインから来た招待状」
  - 第12話「決死! ブレイン大爆破」
- 金曜ドラマ
  - 岸辺のアルバム 第12話（1977年） - 或る会社社長
  - あにき 第1話（1977年） - 岡村
  - 突然の明日 第2話「極限抱擁」（1980年）
- 熱い嵐（1979年）
- Gメン'75（1979年）
  - 第200話「大空港の幽霊」
  - 第236話「国会議員宿舎の連続強盗事件」
- 江戸を斬るIV 第26話「お江戸の空は日本晴れ」（1979年）
- 仮面ライダースーパー1 第25話「飛行機も吸いよせる!! 強力磁石怪人」（1981年） - 東日航空重役
- ガラスの知恵の輪 第6話（1982年）
- 金曜ミステリー劇場 / 六月の危険な花嫁 第3話（1982年）
- ザ・サスペンス / 偽造の太陽（1982年）
- 高校聖夫婦 第2話「聖生活五つの誓い」（1983年）
- そして戦争が終った（1985年）
- イエスの方舟（1985年）

#### フジテレビ
- 忍者部隊月光 第54話「デッド音波作戦 前篇」（1965年） - パラヤク
- 戦え! マイティジャック（1968年）
  - 第8話「地獄へ行って笑え!」 - 金塊ブローカー
  - 第20話「宇宙忍者をあばき出せ」 - 第三原子力発電所所長
- 三匹の侍 第6シリーズ 第18話「裏切りの季節」（1969年）
- スペクトルマン 第46話「死者からの招待状」、第47話「ガマ星人攻撃開始!!」（1971年） - 老人
- ロボット刑事 第1話「バドーの殺人セールスマン」（1973年） - 長官
- 君待てども（1974年）
- 殺さないで!（1975年）
- 6羽のかもめ 第26話「さらばテレビジョン」（1975年）
- 江戸の旋風
  - 第1シリーズ 第49話「浮世絵の女」（1976年）
  - 第2シリーズ 第29話「駆け出し同心」（1976年）
  - 第3シリーズ 第3話「兇党の息子」（1977年）
  - 第4シリーズ 第17話「若い狼たち」（1979年）
  - 新・江戸の旋風 第14話「行け! 三十俵二人扶持」（1980年）
- 逢えるかも知れない 第1話（1976年）
- 渚より愛をこめて（1976年）
- 燃えよ!ダルマ大臣・高橋是清伝（1976年） - 山崎農相
- あかんたれ 第81話（1977年）
- ゴールデンドラマシリーズ / 球形の荒野 第2話（1978年）
- 白い巨塔（1978年）
  - 第1話
  - 第5話
  - 第21話
- 大捜査線（1980年）
  - 大捜査線 第6話「青春心中」
  - 大捜査線シリーズ 追跡 第38話（第8話）「野獣になった刑事」
- 江戸の朝焼け 第1話「鈴虫の男」（1980年）
- 旅がらす事件帖 第1話「あれが噂の道中奉行」（1980年）
- 月曜ドラマランド / 心はロンリー気持ちは「…」I（1984年）
- おもしろバラエティ / 心はロンリー気持ちは「…」III（1986年）
- 愛という名のもとに 第1話「青春の絆」（1992年）

#### テレビ朝日
- 特別機動捜査隊
  - 第338話「狂った季節」（1968年） - 山田
  - 第668話「嘘」（1974年） - 藤尾
- 夫よ男よ強くなれ 第3話「結婚してあげる」（1969年）
- 五番目の刑事 第21話「さらば、白銀の荒野」（1970年） - 板倉
- 仮面ライダー 第33話「鋼鉄怪人アルマジロング」（1971年） - コニー山田の父
- テレビスター劇場 / 華麗なる一族（1974年）
- 非情のライセンス 第2シリーズ
  - 第32話「兇悪のバラード」（1975年） - 石原嘉一郎
  - 第67話「兇悪のプライバシー」（1976年） - 竹見
  - 第92話「兇悪の孤独」（1976年） - 小林
- 破れ傘刀舟悪人狩り 第81話「振袖の熱い涙」（1976年） - 孝助
- ザ・カゲスター 第6話「冷凍怪人 どぶねずみ作戦!」（1976年） - 大和田健蔵博士
- スーパー戦隊シリーズ
  - 秘密戦隊ゴレンジャー 第83話「オレンジ色の初恋!! 吼える大都会」（1977年） - 広木教授
  - ジャッカー電撃隊 第10話「11コレクション!! 幸福への招待」（1977年） - ヘンリー太田[2]
  - バトルフィーバーJ 第25話「撮影所は怪奇魔境」（1979年） - 夢野会長
  - 太陽戦隊サンバルカン 第3話「日本に挑む鉄の爪」（1981年） - 大木総理
- ロボット110番 第3話「散歩する美術作品」（1977年） - 町内会の人物
- 特捜最前線
  - 第6話「私の愛の墓標」（1977年）
  - 第17話「爆破60分前の女」（1977年）
  - 第35話「乳児誘拐・消えた女の顔」（1977年）
  - 第199話「悪魔のような女!」（1981年）
  - 第212話「地図を描く女!」（1981年）
  - 第247話「警視庁狙撃班にいた男!」（1982年）
  - 第255話「張り込み 顔を消した女!」（1982年）
  - 第277話「橘警部逃亡!」（1982年）
  - 第300話「鏡の中の女!」（1983年）
  - 第323話「二人の夫を持つ女!」（1983年）
  - 第335話「愛人バンクの女！!」（1983年）
  - 第342話「離婚届を持つ刑事!」（1983年）
  - 第353話「特別病棟の女!」（1984年）
- 江戸の牙 第10話「妖艶! 密室の謎」（1979年）
- 土曜ワイド劇場
  - 帝銀事件 大量殺人・獄中32年の死刑囚（1980年）
  - 冬の特選サスペンス 第3作「黒の環状線 新婚夫婦恐怖のおとし穴」（1980年）
  - ねらわれた社長一族（1985年）
- 西部警察
  - 西部警察 (PART1)（1980年）
    - 第24話「獅子に怒りを!!」
    - 第58話「狙われる」

  - 西部警察 PART-II 第19話「燃えろ!! 南十字星」（1982年）
  - 西部警察 PART-III（1984年）
    - 第60話「跳べ! 探知犬リュウ」
    - 第70話「さよなら西部警察 大門死す! 男達よ永遠に…」
- 鬼平犯科帳 (萬屋錦之介) 第1シリーズ 第8話「おしま金三郎」（1980年）
- 走れ!熱血刑事 第6話「反逆の兄・弟」（1980年）
- ザ・ハングマン（1981年）
  - 第28話「強盗を飼う警部」
  - 第43話「ふたり親分 相撃ち作戦」
- ゴールデンワイド劇場 / 終りに見た街（1982年）
- 宇宙刑事シャリバン 第24話「昆虫ハリケーンが運んだ日本なまけ者病」（1983年） - 総理大臣
- 私鉄沿線97分署 第14話「照れないで! アベック捜査!?」（1985年）
- ゴリラ・警視庁捜査第8班 第36話「スイートメモリー」（1990年）

#### 東京12チャンネル
- プレイガール 第51話「女は体で勝負する」（1970年）
- 闘え!ドラゴン 第11話「消えたドラゴン」（1974年） - 田崎英生
- 大江戸捜査網 第3シリーズ
  - 第36話「謎の連続誘拐事件」（1974年）
  - 第75話「狙われた密会」（1975年）
  - 第174話「影なき殺人者の謎」（1977年）
  - 第227話「命を賭けた哀しき女賊」（1979年）
- 快傑ズバット 第13話「少年殺し屋のバラード」（1977年） - 町の人（さそり組組員の変装）
- UFO大戦争 戦え! レッドタイガー 第5話「ランボルGの秘密」（1978年）
- スパイダーマン（1978年）
  - 第2話「怪奇の世界! 宿命に生きる男」 - ガリアの父
  - 第29話「急げGP-7 時間よ止まれ」 - 杉井大三郎

### 映画
※『荒い海』以外東宝配給作品
- フレッシュマン若大将（1969年） - 試験官
- 荒い海（1969年、日活） - 第27興南丸船長
- 悪魔が呼んでいる（1970年） - 重役
- 激動の昭和史 軍閥（1970年） - 賀屋興宣
- 混血児リカ ひとりゆくさすらい旅（1973年） - 船長
- 日本沈没（1973年） - 運輸大臣
- 海峡（1982年） - 鉄建公団総裁
- マルサの女2（1988年） - 地鎮祭の客